# Wim Van der Donckt
Wim Van der Donckt, né le 6 juin 1965 à Audenarde, est un homme politique belge, membre de la Nieuw-Vlaamse Alliantie (N-VA).

## Biographie
Wim Van der Donckt nait le 6 juin 1965 à Audenarde.
Le 3 octobre 2019, il devient député fédéral à la Chambre des représentants en remplaçant Jan Jambon qui devient ministre-président du gouvernement flamand dans le gouvernement Jambon.

## Décoration
- Chevalier de l'ordre de Léopold (2024)[3]